# Championnat d'Afrique de baseball
Le Championnat d'Afrique de baseball est une compétition continentale mettant aux prises les sélections nationales de baseball du continent africain  sous l'égide de WBSC Africa. 

## Histoire
Cette compétition est créée en 1992.

## Palmarès
| Année        | Lieu           |                | Or       | Argent   | Bronze |
| ------------ | -------------- | -------------- | -------- | -------- | ------ |
| 1992 Détails | Zimbabwe       | Afrique du Sud | Zimbabwe | Nigeria  |        |
| 1993 Détails | Afrique du Sud | Afrique du Sud | Zimbabwe | Nigeria  |        |
| 1995 Détails | Zimbabwe       | Afrique du Sud | Zimbabwe | Nigeria  |        |
| 2001 Détails | Ouganda        | Afrique du Sud | Nigeria  | Ouganda  |        |
| 2007 Détails | Afrique du Sud | Afrique du Sud | Nigeria  | Ghana    |        |
| 2019 Détails | Afrique du Sud | Afrique du Sud | Ouganda  | Zimbabwe |        |

## Bilan par nation
| Rang | Pays           | Or | Argent | Bronze | Total |
| ---- | -------------- | -- | ------ | ------ | ----- |
| 1    | Afrique du Sud | 6  | 0      | 0      | 6     |
| 2    | Zimbabwe       | 0  | 3      | 1      | 4     |
| 3    | Nigeria        | 0  | 2      | 3      | 5     |
| 4    | Ouganda        | 0  | 1      | 1      | 2     |
| 5    | Ghana          | 0  | 0      | 1      | 1     |